# Blues Summit
Blues Summit ist ein Album, das B. B. King 1993 für MCA aufgenommen hat.

## Allgemeines
Der Titel Blues Summit („Blues-Gipfel“) bezieht sich auf B. B. Kings Gastmusiker, bei denen es sich um Größen der Blues-Szene handelt. Neben ihren instrumentalen leisten sie auch vokale Beiträge in Duetten mit King. Robert Cray schrieb den Opener des Albums, dessen Titel schon ausdrückte, was gemacht werden sollte (Playin’ With My Friends). Im gleichen Jahr wurde unter demselben Titel ein Konzert aufgenommen, das in B. B. King’s Blues Club in Memphis stattfand und 2000 auf DVD veröffentlicht wurde.
Eine Besonderheit dieses Albums ist das Duett mit John Lee Hooker, da die beiden Musiker stilistisch meilenweit voneinander entfernt sind, obwohl sie schon jahrzehntelang Freunde waren. Aber der Manager Kings, Sid Seidenberg, war überzeugt, dass die Arbeit gelingen würde und er konnte B. B. King und John Lee Hooker überreden, ein Duett zu versuchen.

## Auszeichnungen
1994: Grammy Award für „Best Traditional Blues Album“

## Tracklist
1. Playin’ With My Friends – mit Robert Cray
2. Since I Met You Baby – mit Katie Webster
3. I Pity the Fool – mit Buddy Guy
4. You Shook Me – mit John Lee Hooker
5. Something You Got – mit Koko Taylor
6. There’s Something on Your Mind – mit Etta James
7. Little by Little – mit Lowell Fulson
8. Call It Stormy Monday – mit Albert Collins
9. You’re the Boss – mit Ruth Brown
10. We’re Gonna Make It – mit Irma Thomas
11. I Gotta Move Out of this Neighborhood / Nobody Loves Me But My Mother – B. B. King und Orchestra
12. Everybody’s Had the Blues – mit Joe Louis Walker

## Charts
- Billboard R&B Albums	 #64
- The Billboard 200	#182[3]

## Musiker
| Aufgenommen 15. bis 19. Februar 1993 in den Ardent Studios, Memphis, Tennessee - B. B. King: Gesang und Gitarre B. B. King Orchestra: - Leon Warren: Rhythmusgitarre - Calep Emphrey, Jr.: Schlagzeug - James Toney: Keyboards - Michael Doster: Bass - Tony Coleman: Percussion - James Bolden: Trompete - Melvin Jackson: Saxophon - Walter King: Arrangements mit: - Irma Thomas (Gesang) - Ruth Brown (Gesang) - Koko Taylor (Gesang) - Etta James (Gesang) - Katie Webster (Piano, Gesang) - Lowell Fulson (Gitarre, Gesang) - Albert Collins (Gitarre, Gesang) | Aufgenommen 8. bis 12. März 1993 in den Fantasy Studios, Berkeley, Kalifornien - B. B. King: Gesang und Gitarre - Playin’ With My Friends _ The Robert Cray Band: Robert Cray (Gitarre und Gesang), Kevin Hayes (Schlagzeug), Jim Pugh (Keyboard), Richard Cousins (Bass), Robert Murray (Rhythmusgitarre) - Everybody’s Had the Blues – The Boss Talkers: Joe Louis Walker (Gitarre und Gesang), Paul Revelle (Schlagzeug), Mike Eppley (Keyboard), Henry Oden (Bass), Jeff Lewis und Tim Devine (Hörner) - You Shook Me – John Lee Hooker (Gitarre und Gesang), Robert Cray (Gitarre), Roy Rogers (Slide-Gitarre), Kevin Hayes (Schlagzeug), Jim Pugh (Keyboard), Richard Cousins (Bass) | - Kim Wilson (Harmonika) - Lee Allen (Saxophon-Solo) - Maxine Waters, Julia Tilman Waters, Maxayne Lewis (Backgroundsängerinnen) - Randy Waldman (String Synthesizer) - Antoine Salley (Perkussion) - Vasti Jackson (Rhythmusgitarre) - Nancy Wright (Saxophon) - The Memphis Horns - Ben Cauley (Trompete) - Robert Cray (Rhythmusgitarre) - Joe Louis Walker (Backgroundgesang) - Mabon Hodges (Rhythmusgitarre) - Tony Coleman (Perkussion) - Walter King (Baritonsaxophon) |

## Kritikerstimmen
- „...An instant classic....The performances are releaxed but sizzling ..“ – Audio Magazine (11/93, p.110)
 („...Ein Klassiker von Anfang an...Die Darbietungen sind entspannt aber brodelnd ...“)
- „King comes close to equaling his past triumphs on small independent labels in the '50s and '60s “ – All Music Guide, Review von Ron Wynn („King kommt nahe an die vergangenen Triumphe der 1950er und 1960er Jahre auf unabhängigen Labels heran.“)[5]
- „...probably his finest album of the 1990s.“ – CD Universe Review (...wahrscheinlich sein bestes Album in den 1990ern.)[6]
- „... a lot of spontaneous interaction in the studio, the way records ought to be made. This is quite simply the best B.B. King album in 20 years....“ – Down Beat (11/93, p.37) (...eine Menge spontanes Zusammenspiel im Studio, die Art wie Aufnahmen gemacht werden sollten. Das ist ganz einfach das beste B. B. King-Album seit 20 Jahren.)
- „...though the formula seems hackneyed--duets with damn near every blues great still drawing breath.“ – Musician (9/93, p.76) („Obwohl die Formel abgedroschen scheint, Duette mit beinahe jeder Bluesgröße nehmen immer noch den Atem.“)[7]